# Чашка (община)
Чашка (макед. Општина Чашка) — община в Северной Македонии. Расположена в центральной части страны. Население составляет 7 673 человека (2002 год).
Административный центр — город Чашка.
Площадь территории общины 819,45 км².
Этническая структура населения в общине по переписи 2002 года:
- македонцы — 4 395 чел. (57,3%);
- албанцы — 2 703 чел. (35,2%);
- турки — 391 чел. (5,1%)
- остальные — 184 чел. (2,4%)